# Rabat
Rabat (Zentralatlas-Tamazight ⴰⵕⴱⴰⵟ Aṛbaṭ, arabisch الرباط, DMG ar-Ribāṭ ‚befestigter Ort‘, marokkanisches Tamazight ⵕⵕⴱⴰⵟ Rrbat) ist seit 1956 die Hauptstadt Marokkos mit dem Regierungssitz und der Residenz des Königs; gleichzeitig ist die Stadt Hauptort der Region Rabat-Salé-Kénitra. Rabat liegt an der Atlantikküste am südlichen Ufer des Bou-Regreg gegenüber der Nachbarstadt Salé. Das Ballungsgebiet (Wilaya) Rabat-Salé ist in vier Präfekturen aufgeteilt; die Präfektur Rabat umfasst ein überbautes Gebiet mit dem Verwaltungs- und Geschäftszentrum.
Rabat ist neben Fès, Meknès und Marrakesch eine der vier Königsstädte Marokkos. Der Name geht auf eine islamische Grenzfestung (Ribat) zurück, die Zanata-Berber im 10. Jahrhundert an der Flussmündung des Bou-Regreg errichteten. Im 12. Jahrhundert ließen die Almohaden den Ribat zu einer befestigten Stadt (Kasbah) erweitern, die bis ins 19. Jahrhundert mit und in Konkurrenz zu Salé eine bedeutende Handelsstadt blieb. Im 17. Jahrhundert sorgten die unabhängige Piratenrepublik Bou-Regreg für eine wirtschaftliche Blütezeit und von der Iberischen Halbinsel zugewanderte Andalusier für ein Bevölkerungswachstum. Mit Beginn des Französischen Protektorats wurde Rabat 1912 Sitz des Generalresidenten. Seit der Jahrtausendwende entsteht am Bou-Regreg das großangelegte Bab el-Bahr-Projekt, mit dem das bisher unbesiedelte Flussufer zu einem kulturellen Zentrum gemacht werden soll.

## Lage und Klima
Rabat liegt an der Mündung des Bou-Regreg in den Atlantischen Ozean knapp 90 km (Fahrtstrecke) nordöstlich von Casablanca bzw. ca. 250 km südwestlich von Tanger. Die Entfernung nach Meknès beträgt ca. 120 km; bis nach Fès sind ca. 200 km. Das Klima wird in hohem Maße vom Atlantik beeinflusst, ist aber insgesamt eher trocken und mild; Regen (ca. 400–600 mm/Jahr) fällt überwiegend im Winterhalbjahr.
Rabat und Salé liegen jeweils auf einer Felsnase über dem breiten Bou-Regreg-Tal. Knapp zwei Kilometer Luftlinie trennen die Befestigungsmauern beider Altstädte an der Einmündung des Flusses in den Atlantik. Die einzige Straßenbrücke im Innenstadtbereich war die vierspurige, Ende der 1950er Jahre erbaute Pont Moulay El Hassan, die im Mai 2011 durch eine höhere Brücke (Pont Hassan II) ersetzt wurde. Die neue Brücke dient dem Kraft- und Straßenbahnverkehr. Durch die größere Höhe der neuen Brücke von 12,8 m wurde die Bou-Regreg-Mündung landeinwärts schiffbar, größere Yachten können die neuentstandene Marina von Salé anlaufen, die kurz vor der Brücke liegt. Für den Fernverkehr kommen zwei weitere Straßenbrücken einige Kilometer landeinwärts hinzu.
Der Flughafen Rabat-Salé befindet sich ca. 12 km nordöstlich des Zentrums in der Nähe von Salé.
Der Küstenstreifen von der ca. 45 km nördlich gelegenen Industriestadt Kenitra bis nach Casablanca im Süden gehört zu den am dichtesten besiedelten Regionen des Landes und verfügt über die wirtschaftlich stärkste Industrieproduktion. In diesem, während der Kolonialzeit zur bevorzugten Entwicklungszone erklärten Bereich leben etwa ein Drittel der marokkanischen Bevölkerung. Die Präfektur Rabat mit einer Fläche von 9.526 ha und die Präfektur Salé mit 15.095 ha sind getrennt durch die alluviale, landwirtschaftlich genutzte Ebene des Bou-Regreg. Nördlich von Salé bildet die Felderebene des Ortes Bouknadel die Grenze des Ballungsgebiets, 15 km südlich von Rabat gehört noch die Industriestadt Témara dazu.

## Bevölkerungsentwicklung
| Jahr      | 1982    | 1994    | 2004    | 2014    | 2024    |
| Einwohner | 526.124 | 623.457 | 627.932 | 577.827 | 515.619 |

Ende des 19. Jahrhunderts lebten in Rabat und Salé zusammen etwa 30.000 Menschen. Im Jahr 1912 wurden für Rabat 27.000 und für Salé 19.000 Einwohner geschätzt. Bei der Volkszählung des Jahres 1952 waren es 156.000 Einwohner, deren Zahl bis 1960 auf 231.000 angewachsen war, etwa dreimal so viel wie in Salé. Ab den 1970er Jahren begann Salé aufzuholen. Für die Metropolregion wurden im Jahr 2020 ca. 1.885.000 Einwohner geschätzt.

## Geschichte
Im Jahr 1933 wurden die ersten Hominiden-Schädelknochen Nordwestafrikas in der Nähe von Rabat gefunden, die von einem Homo erectus oder wahrscheinlicher von einem etwa 100.000 Jahre alten Homo sapiens stammen, der als „Rabat-Hominide“ bezeichnet wird. Steinwerkzeuge aus der näheren Umgebung deuten auf eine neolithische Besiedlung hin.
Vermutlich ab dem 8. Jahrhundert v. Chr. besaßen die Phönizier einen Hafen an der Mündung des Bou-Regreg. Nachweisbar ist jedoch erst der karthagische Siedlungsplatz Sala auf dem südlichen Flussufer aus dem 3. Jahrhundert v. Chr. Dieser Ort wurde während der Herrschaft des römischen Kaisers Claudius (reg. 41–54) erobert. Kaiser Trajan (reg. 98–117) verlieh ihm unter dem Namen Colonia Sala Stadtrechte. Es war die südlichste Stadt der Provinz Mauretania Tingitana, deren Grenze etwa auf einer Linie bis Meknès verlief und die Volubilis mit einschloss. Die Grundmauern der römischen Siedlung sind innerhalb der ummauerten mittelalterlichen Nekropole Chellah am Ostrand des heutigen Stadtzentrums erhalten. Bis zur Ankunft der arabischen Fatimiden scheint es keine durchgängige Besiedelung gegeben zu haben. An der Südseite der Flussmündung errichteten Ende des 10. Jahrhunderts Angehörige der Banu Ifran, eines Berberstammes, der zu den Zanata gehörte, eine islamische Grenzfestung (Ribāt) an der Stelle der heutigen Kasbah des Oudaïas. Von dieser übernahm die spätere Stadt Rabat ihren Namen. Der befestigte Stützpunkt diente dem Kampf gegen das politisch und religiös verfeindete unabhängige Berberreich der Bargawata, das sich entlang der Atlantikküste von hier bis Safi im Süden erstreckte. Am gegenüberliegenden nördlichen Ufer bestand zu der Zeit bereits ein von Banu Ifran bewohnter Ort namens Salā. Das landeinwärts gelegene Gebiet der Chellah hatte seine Bedeutung verloren.

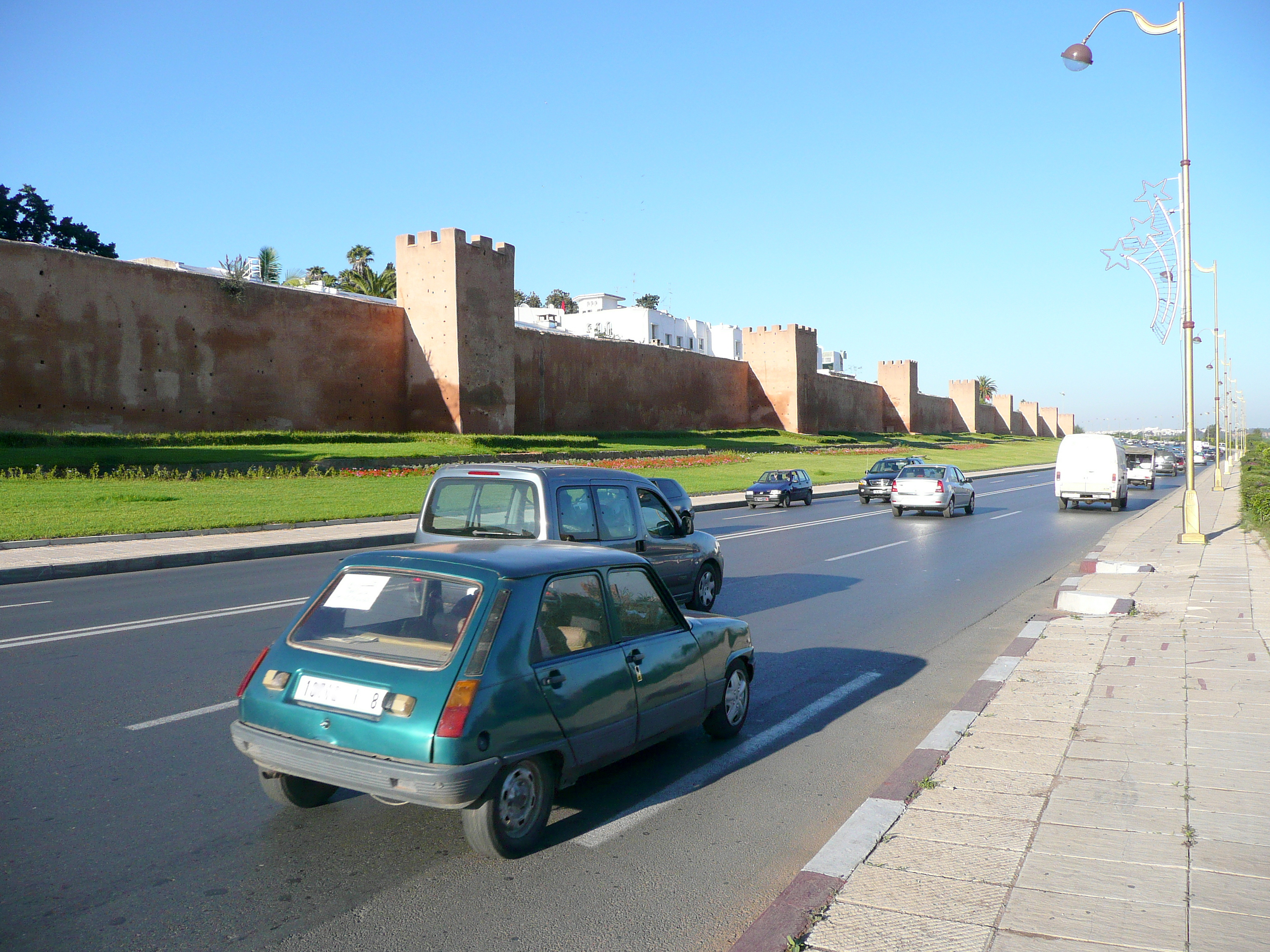
Almohadische Stadtmauer am Boulevard ed Dousteur. Südliche Begrenzung des Palastbezirks – noch ohne die Straßenbahntrasse vor der Stadtmauer (2009)

Der Streit um verschiedene islamische Glaubensrichtungen wurde mit der Eroberung durch das sunnitische Reich der Almoraviden (1061–1147) beendet. Während der Herrschaft des ersten Almohaden-Kalifen Abd al-Mu'min (reg. 1147–1163) wurde der Ribat ab 1150 zu einem befestigten Palast mit einer Wohnstadt (Kasbah des Oudaïas) erweitert. Die frühe islamische Siedlung hatte al-mahdiya geheißen, unter den Almohaden wurde daraus nach dem Begründer dieser religiösen Reformbewegung mahdiyat Ibn Tūmart. Unterhalb des Burghügels legten die strenggläubigen Kämpfer (Mudschaheddin) der Almohaden ein Zeltlager an, wo sie sich vor der Überfahrt zur Iberischen Halbinsel versammelten. Yaʿqūb al-Mansūr (reg. 1184–1199) plante, aus der wichtigsten Hafenstadt des sich als Großmacht gerierenden Reiches auch die Hauptstadt zu machen. Der Vorzug von Rabat war die gegenüber Marrakesch günstigere strategische Lage. Al-Mansur ließ die bis heute erhaltenen massiven Umfassungsmauern mit Stadttoren von beeindruckenden Dimensionen errichten. Das von den Mauern umschlossene Gebiet ist so weitläufig, dass es erst im 20. Jahrhundert vollständig überbaut wurde. Zu seinen Leistungen gehört auch die Anlage der Großen Moschee, deren Minarett, der Hassan-Turm, zum Wahrzeichen der Stadt wurde. Sein Nachfolger ließ die Bauarbeiten an der neuen Stadtanlage sogleich einstellen. Die meisten Gebäude blieben unvollendet und das Zentrum des Reiches wurde wegen der Umorientierung auf die neuen innenpolitischen Schwierigkeiten wieder ins Landesinnere nach Marrakesch verlegt.
Ab dem 13. Jahrhundert bestand an der Mündung des Bou-Regreg die Stadt Salé am nördlichen Ufer, die Kasbah des Oudaïas im Süden am Meeresufer und dahinter die beinahe verlassene Stadtanlage von al-Mansur. Von Nordosten kommend eroberten ab der Mitte des 13. Jahrhunderts die Meriniden das Almohadenreich; 1251 dehnten sie ihre Kontrolle bis an den Bou-Regreg aus und besetzten Salé. Für Rabat interessierten sie sich nicht, dagegen bestimmten sie Ende des 13. Jahrhunderts den Ort der ehemaligen römischen Siedlung 300 Meter östlich der almohadischen Stadtmauer zur königlichen Nekropole (Chellah). Ab dem 14. Jahrhundert konzentrierte sich das wirtschaftliche Leben auf den internationalen Seehafen der Nachbarstadt Salé. Der arabische Reisende Leo Africanus kam im Jahr 1500 durch Rabat und berichtete, dass es nur noch rund 100 bewohnte Häuser gab.
Rabat erholte sich erst, als durch die Reconquista aus Spanien vertriebene Mauren (Andalusier) sich in Rabat und Salé niederließen. Die letzten Mauren waren zwangsweise zum Christentum bekehrte Morisken, die in Massen zwischen 1609 und 1614 in Marokko ankamen. Wie ein zeitgenössischer Historiker schilderte, machten sich die Neuankömmlinge in Salé durch unislamische Verhaltensweisen und Kleidung unbeliebt, weshalb sie auf die andere Flussseite in ein eigenes Stadtviertel von Rabat ziehen mussten. Rache gegen die Spanier ließ sie zu erbitterten Kämpfern der 1627 gegründeten Piratenrepublik Bou-Regreg werden. Beide Städte wurden zum Zentrum einer organisierten Piraterie und bildeten gegenüber der im Land herrschenden Saadier-Dynastie ein praktisch unabhängiges Kleinreich. Beiderseits des Flusses waren die Aufgaben verschieden: Der Hafen und die Schiffswerft lagen in Salé, von dort gingen die meisten Handelsaktivitäten und die Piraterie aus. Rabat, das zu dieser Zeit S'lah Dschedid („Neu-Salé“) genannt wurde, übernahm mit der Kasbah und der Medina politische und militärische Kontrollfunktionen.
Zwischen den beiden Nachbarstädten kam es dennoch in den folgenden Jahren mehrfach zu Machtkämpfen, die mit Kanonenfeuer über den Fluss ausgetragen wurden. 1637 beendete eine englische Flotte die Belagerung der Andalusier von Salé. Nach einem Gegenangriff auf Rabat im selben Jahr suchten die Andalusier die Unterstützung von Muhammad al-Hajj (Muḥammad al-Ḥāǧǧ, † 1671), einem Sufi-Anführer, dessen Großvater den Orden der Dila-Bruderschaft (Dilāʾiyya) gegründet hatte, der bedeutendsten Oppositionsbewegung gegen die Saadier. 1641 eroberten die Dilaiyyas den begehrten Hafen Salé, den Muhammad al-Hajj bis 1651 kontrollierte. Danach übernahm sein in der Kasbah residierender Sohn Abdullah die Herrschaft über den Stadtstaat. 1660 belagerten die Andalusier die Kasbah, bis ein Jahr später Abdullah seine Stellung aufgab. Die unabhängige Republik bestand bis 1668, als der erste alawidische Sultan Mulai ar-Raschid (reg. 1666–1672) die Stadt einnahm und der Zentralgewalt unterstellte.
Im 17. Jahrhundert gab es Zeiten, als bis zu 100 Handelsschiffe aus Europa pro Jahr im Hafen anlegten. Unabhängig davon wurden die Piratenüberfälle gegen Handelsschiffe bis Anfang des 19. Jahrhunderts fortgesetzt, weshalb mehrmals englische und französische Kriegsschiffe die Stadt beschossen. Nach dem Tod des zweiten Alawidensultans Mulai Ismail (reg. 1672–1727) brachen im Land Unruhen aus, welche die Einheitsherrschaft des Makhzen beendeten. Zwischen Salé und Rabat gab es erneut Gefechte, da beide Städte einen anderen Sohn Ismails im Thronfolgekrieg unterstützten. 1755 wurden große Teile der Stadt durch ein Erdbeben zerstört. Zehn Jahre später bombardierten französische Kriegsschiffe Rabat, um gegen die anhaltende Piraterie vorzugehen. Anschließend erlaubten die Alawiden die Einrichtung eines französischen Konsulats. 1807 wurde die Mellah, ein den Juden zugewiesenes Wohnviertel, eingerichtet. Beendet wurde das Piratenproblem 1829, als die Marine der Österreichischen Monarchie sich für den Verlust eines Handelsschiffes rächte und sämtliche marokkanischen Küstenstädte unter Feuer nahm.
Durch wirtschaftliche Krisen im 19. Jahrhundert verarmten die Einwohner von Salé, während sich der bescheidene Seehandel mit Europa und damit das gesamte Geschäftsleben, das um die Verladeanlagen und Zollgebäude entstanden war, auf Rabat konzentrierte. Darüber hinaus schwächten politische Unruhen die Sultansherrschaft. So rebellierten Einwohner von Rabat im September 1845 gegen den vom Sultan eingesetzten Gouverneur und bestimmten ein städtisches Oberhaupt aus ihren Reihen. Bei einer Cholera-Epidemie starben 1854 in Rabat und Salé etwa 6000 Menschen. Der größere Hafen von Casablanca löste Anfang des 20. Jahrhunderts Rabat als Handelszentrum ab.

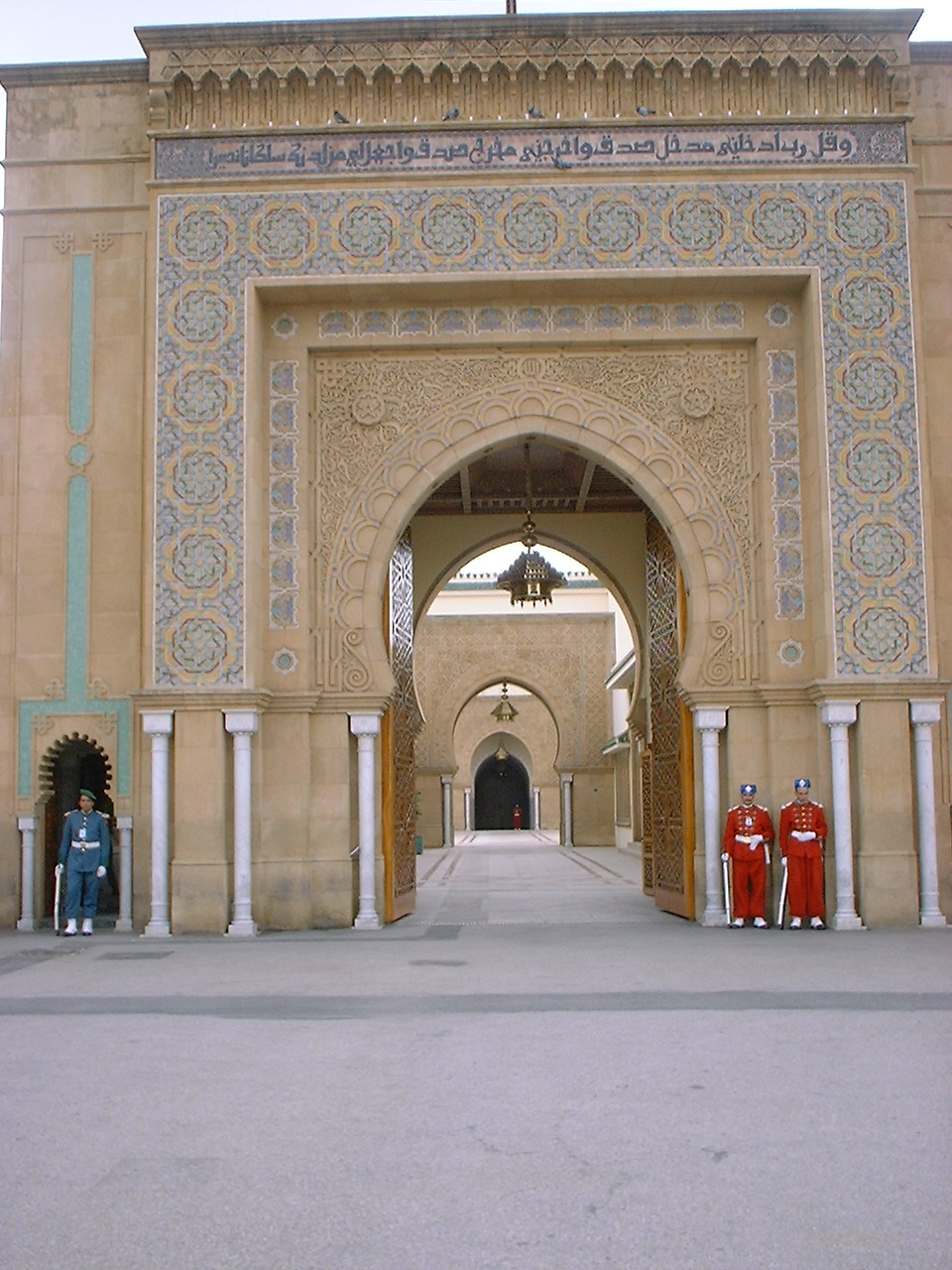
Vorhof des Königspalasts

Bei der Algeciras-Konferenz vom Januar bis April 1906 wurde die Souveränität des Sultans zwar formell anerkannt, zugleich sollten einige marokkanischen Hafenstädte – einschließlich Rabat – von der französischen, die anderen von der spanischen Polizei kontrolliert werden. Im August 1907 begann Mulai Abd al-Hafiz mit der Unterstützung einiger Berberstämme gegen seinen Bruder Abd al-Aziz (reg. 1894–1908) zu rebellieren. Aus Angst um sein Leben flüchtete er nach Rabat in die Obhut der dort stationierten Franzosen. Im Juli 1908 besiegte er mit französischer Unterstützung die Truppen von al-Aziz. Am 5. Januar 1909 wurde al-Hafiz von den Franzosen als neuer Sultan anerkannt. Trotz seiner Abneigung gegen die Europäer aus streng-religiösen Gründen wurde er vom Volk bald als deren Marionette betrachtet. Al-Hafiz unterzeichnete am 30. März 1912 in Fès den Protektoratsvertrag mit den Franzosen. Diese wählten Rabat als Verwaltungshauptstadt Französisch-Marokkos und trafen weitere grundlegende Entscheidungen für die zukünftige Entwicklung: Casablanca sollte als Wirtschaftshauptstadt weiter ausgebaut werden und in Kenitra sollte ein Industriehafen entstehen. Die Aufteilung in eine Investitionszone mit den drei Städten an der Küste und in ein zu vernachlässigendes Binnenland war prägend für die wirtschaftliche Entwicklung Marokkos während der Kolonialzeit. Ihre negativen Auswirkungen wurden auch nach der Unabhängigkeit nur teilweise gemildert.
Der erste französische Generalresident Hubert Lyautey besaß von 1912 bis 1925 in Rabat seinen Amtssitz, genauso wie der, um den äußeren Anschein eines fortbestehenden Sultanats zu wahren, von den Franzosen eingesetzte Sultan Mulai Yusuf (reg. 1912–1927). Während der bis 1956 dauernden Kolonialherrschaft wurden die Strukturen der Altstadt kaum angetastet, dafür entstand ein völlig neues Verwaltungsviertel. Lyautey beauftragte den Stadtplaner Henri Prost (1874–1959), einen Generalentwicklungsplan für fünf große marokkanische Städte zu erstellen. Der 1920 präsentierte Entwurf für Rabat sah nach dem üblichen französischen Muster die Anlage von neuen europäischen Stadtteilen getrennt von den traditionellen Vierteln vor. Die Begründung für die Trennung lautete, man wolle den authentischen Charakter der Altstädte bewahren. In der Praxis entstanden nur von Europäern und von der einheimischen Oberschicht bewohnte Viertel, während in den unentwickelten Altstädten die unteren Schichten zurückblieben. Bis 1947 blieb der Plan die einzige Richtschnur für die Stadtentwicklung. Als Konsequenz dieser Aufteilung und der schnell wachsenden Bevölkerung entstanden in den 1920er Jahren die ersten Slumgebiete (bidonvilles), in denen 1947 bereits über 25.000 Einwohner lebten. In der Altstadt verdoppelte sich die Bevölkerungsdichte bis Ende der 1940er Jahre.
Nach der Unabhängigkeit blieb Rabat die Hauptstadt des Landes. Der Sultanspalast mit seiner bisherigen symbolischen Funktion befindet sich in der unabhängigen Stadtgemeinde Touarga innerhalb von Rabat. Er wurde zum Machtzentrum umgewandelt, in dem auch der heutige König residiert.

## Stadtbild
Rabat gliedert sich landeinwärts entlang des Flussufers von der Kasbah des Oudaïas über die arabische Altstadt (Medina) bis zur französischen Planstadt Ville Nouvelle mit dem Bahnhof Rabat Ville im Zentrum. Dazu gehört ein zentrales Villengebiet mit einigen Botschaften in der Nähe des Hassan-Turms. Die französische Neustadt endet am Boulevard er Rahba bei der ersten Flussbrücke. Östlich des Boulevards beginnt unbebautes Land. Die neuen Stadtviertel (quartiers) am Ufer des Bou-Regreg liegen von Youssoufia bis Hay Nahda vier bis acht Kilometer weiter außerhalb. Südwärts vom Bahnhof führt die Avenue John Kennedy (auch Avenue Mohammed VI) ins Zentrum des ausgedehnten Botschaftsviertels Souissi, in dem sich zweigeschossige Villen in einer ruhigen Gartenstadt hinter hohen Hecken verbergen.
Entlang der Küste nach Südwesten folgen nach der Kasbah und einem großen Friedhof die gepflegten Mittelklassewohnviertel Océan und östlich davon zentral gelegen Les Orangers, sowie weiter entlang an der Küste die beliebten Wohngebiete Akkari, Yacoub El Mansour, Massira und Hay el Fath, zwei Kilometer vor Témara. Im mittleren Bereich zwischen Meer und Fluss liegen mehrere gemischte Wohn- und Geschäftsviertel von Dijour Jama nach Süden über Agdal bis zum Villenviertel Hay Riad.
Die Stadt wurde 2012 in die Liste des UNESCO-Weltkulturerbes aufgenommen.

### Altstadt

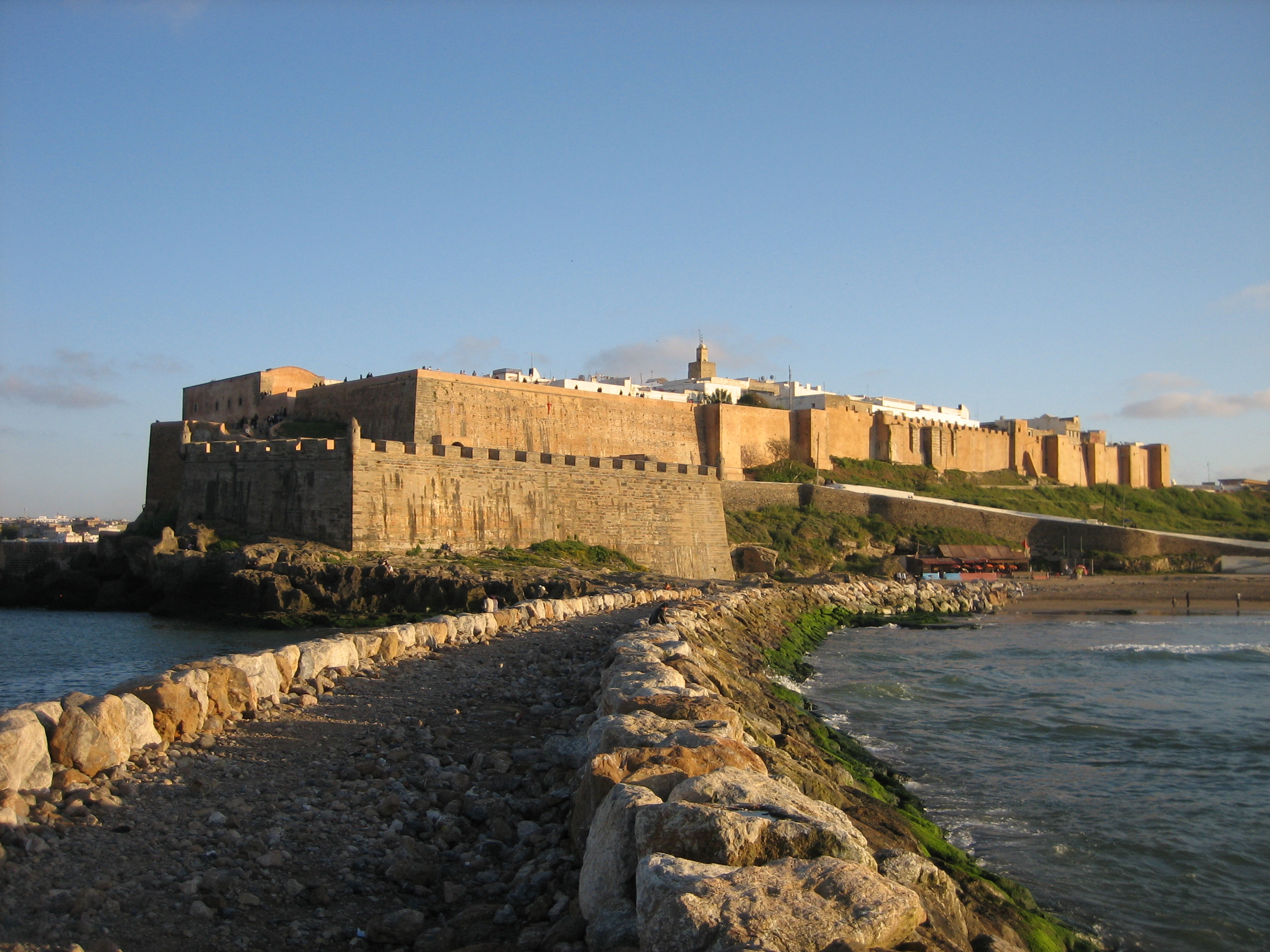
Kasbah des Oudaïas. Umfassungsmauern von Norden. Rechts der Atlantik, links die Mündung des Bou-Regreg

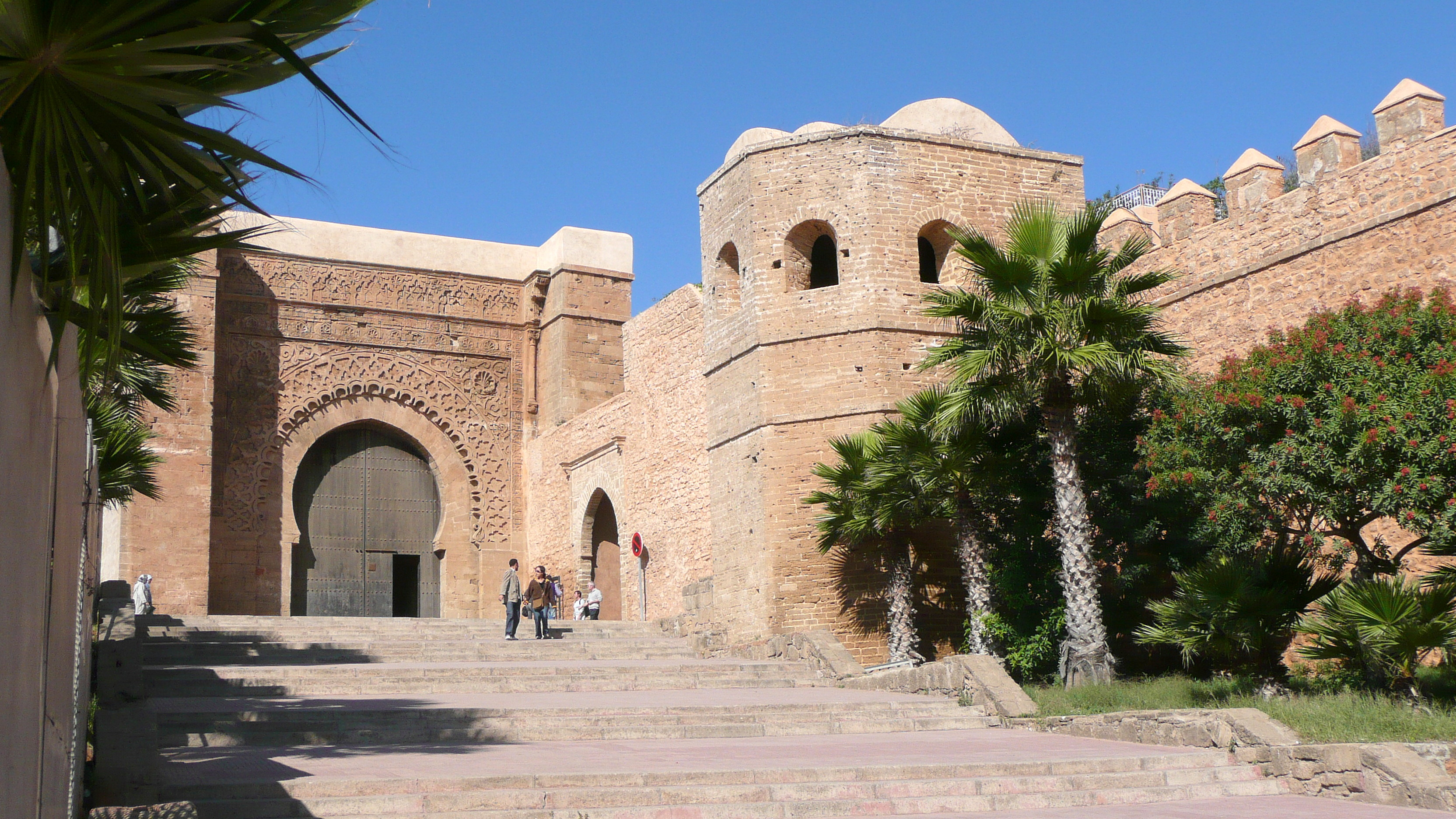
Bab el Oudaïa. Eingang zur Kasbah

Die Medina ist an drei Seiten von der 1197 fertiggestellten almohadischen Stadtmauer umgeben, lediglich östlich der Kasbah fehlt ein kleines Stück an der Felskante über dem Flussufer. Die großzügig geplante, insgesamt 5250 Meter lange Mauer führt über die Medina hinaus um einen großen Teil der Neustadt im Westen und Süden, wo sie das Gartengelände des Königspalasts umschließt. Das wesentlich kleinere Gebiet der mittelalterlichen Medina wird gegen die französische Neustadt durch die Andalusier-Mauer aus dem 17. Jahrhundert abgegrenzt. Die ehemalige Mellah lag am Flussufer innerhalb der Andalusier-Mauer. An der Rue Souika parallel zur Mauer liegt die Große Moschee aus dem 14. Jahrhundert (1882 und 1939 umgebaut). Die Straßen der Medina sind geradliniger und breiter angelegt als in anderen marokkanischen Städten. Vier Tore führen von der Neustadt durch die Andalusier-Mauer in den Suq, der sich über den größten Teil der Medina erstreckt. Ein Hauptzugang führt von der Neustadt entlang der Avenue Mohammed V quer durch die Altstadt und endet am innerhalb der Stadtmauer gelegenen Friedhof mit Ausblick aufs Meer. Auf der Westseite ist das schmucklose Tor aus Stampflehm Bab el Had in der almohadischen Mauer erwähnenswert.
Der Friedhof grenzt an die Kasbah des Oudaïas, deren Zugang, das repräsentative Bab el Oudaïa, vom Place Souk el Ghezel zu erreichen ist. Die weiß verputzten Häuser in den verwinkelten Fußgängergassen dahinter sind sorgfältig restauriert. Das Touristenziel ist auch eine begehrte und teure Wohnlage. Innerhalb der Kasbah liegt die Jama al Atiq, die älteste Moschee der Stadt aus dem 12. Jahrhundert (restauriert im 18. Jahrhundert). Unterhalb des Eingangstors zur Kasbah verbirgt sich hinter einer Vormauer, mit der 1666 bis 1672 die Kasbah um einen Palast in einer Gartenanlage erweitert wurde, das Musée des Oudaïas, in dem Kunsthandwerk ausgestellt ist. Der „Andalusische Garten“ wurde in der französischen Kolonialzeit angelegt.

### Ville Nouvelle

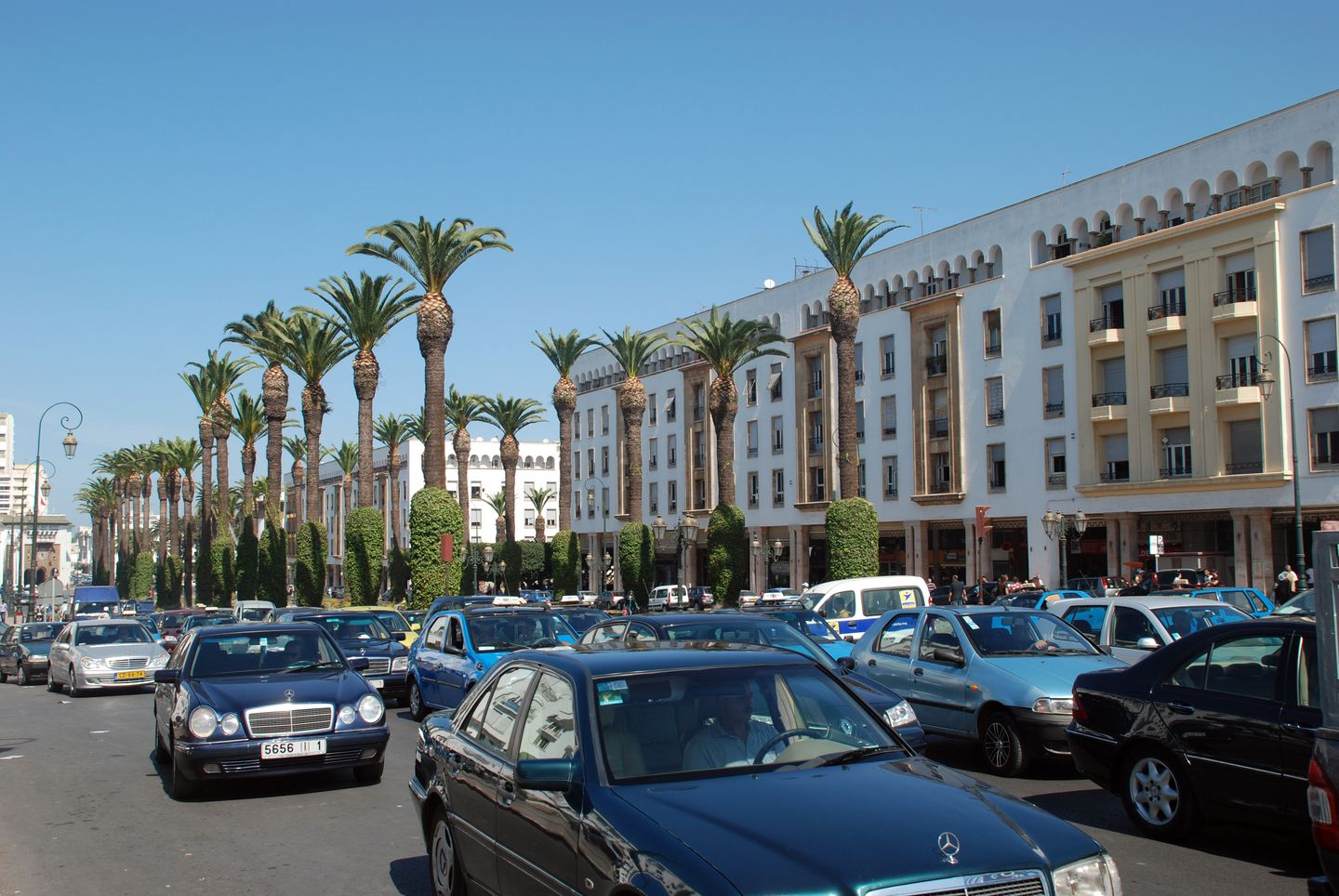
Avenue Mohammed V, Hauptgeschäftsstraße der französischen Neustadt, beim Bahnhof

Im Unterschied zu Salé, das kaum Gebäude aus der Kolonialzeit besitzt, entstand in Rabat eine großzügige koloniale Neustadt mit prächtigen Wohnblocks. Parallel zur Andalusier-Mauer verläuft das breite Boulevard Hassan II, das von der nach Süden führenden Avenue Mohammed V gekreuzt wird. An dieser Hauptgeschäftsstraße der französischen Neustadt liegen zahlreiche Hotels, Banken, die Hauptpost und im Süden der Bahnhof Rabat Ville. Die ältesten Gebäude wurden in den 1920er Jahren im schwungvollen Art-déco-Stil errichtet. Weitere öffentliche Gebäude befinden sich weiter östlich in der Umgebung der Parallelstraße Avenue Allal Ben Abdallah. Im Süden bildet die Große Moschee Es Sunna (Anfang 20. Jahrhundert) den Abschluss des Geschäftsviertels. Das Archäologische Museum (Musée Archéologique) wenige Meter östlich gibt einen Überblick über die marokkanische Geschichte. Es beinhaltet die wichtigsten Funde des Landes besonders aus der römischen Zeit. In der Nähe befindet sich auch das Musée Mohammed VI d’art moderne et contemporain. Auf der anderen Seite der Moschee führt die Straße an der Außenmauer des Regierungsviertels weiter nach Süden. Mit dem Bau des Königspalastes wurde 1864 begonnen. Zum Palastbezirk gehören weitere Gebäude aus dem 19. Jahrhundert und ein großer Versammlungsplatz (Mechouar).

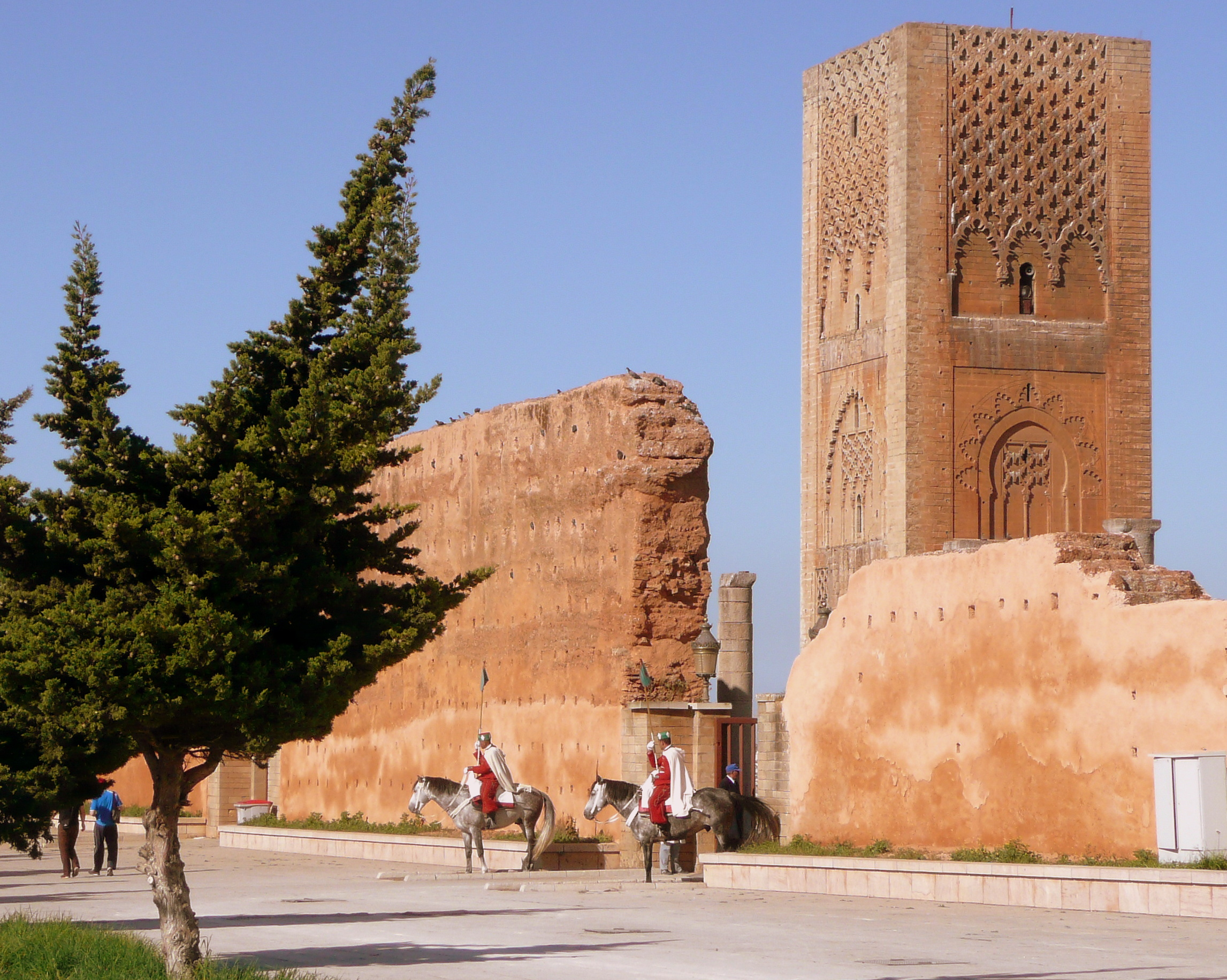
Hassan-Turm. Im Vordergrund Reste der Außenwände der ehemaligen Moschee aus Stampflehm

Vom Bahnhof führt eine Straße an der schneeweißen riesigen Kathedrale Saint-Pierre (eingeweiht 1921) vorbei bis in die Nähe des Bou-Regreg zum Hassan-Turm (Tour Hassan). Der nach al-Hasan ibn ʿAlī, dem Enkel des Propheten oder nach dem arabischen Wort hassane („Schönheit“) benannte Turm ist das Wahrzeichen von Rabat. Der heute freistehende Turm ist das unvollendete Minarett der Großen Moschee, die der Almohadenkalif Yaʿqūb al-Mansūr im Jahr 1191 in Auftrag gab. Sie sollte in der neuen Hauptstadt die größte Moschee nach der Großen Moschee von Samarra in der islamischen Welt werden. Beim Erdbeben von Lissabon 1755 wurde der Betsaal zerstört. Er besaß die Außenmaße von 183 × 139 Metern. Geringe Reste der Mauern aus Stampflehm stehen noch aufrecht. Von den ehemals 312 Säulen und 112 Pfeilern aus Marmor sind die wiederaufgestellten Stümpfe erhalten. Der 44 Meter hohe quadratische Hassan-Turm hätte nach den Plänen über 80 Meter erreichen sollen. Er wurde nur wenige Jahre später als das Minarett der Koutoubia-Moschee von Marrakesch erbaut.
Am anderen Ende der großen Terrasse befindet sich das zwischen 1961 und 1967 errichtete Mausoleum von Mohammed V. aus weißem Marmor. Der in den Boden eingetiefte Grabraum des Gebäudes kann von einer umlaufenden Galerie besichtigt werden. Neben Mohammed V. befinden sich hier auch die Kenotaphe König Hassans II. und des 1983 verstorbenen Prinzen Mulai Abdallah, einem Bruder von Hassan II.
Südwestlich des Bahnhofs führt die Avenue Moulay Hassan beim Bab er Rouah („Tor des Windes“) am Rand des Regierungsviertels durch die Almohaden-Mauer. Dieser aus Stein gemauerte monumentale Torbau und der aus derselben Zeit stammende Eingang zur Kasbah stellen die beiden schönsten Portale in der Lehmmauer dar. Das Gebäude besitzt zwei Flankentürme und mehrere quadratische, mit Kuppeln überwölbte Nebenräume. Darin ist heute die gleichnamige städtische Kunstgalerie untergebracht. Die Galerie Bab Rouah zeigt moderne marokkanische Kunst, zum Beispiel regelmäßig die Werke des Malers Abderrahman Meliani.

### Chellah

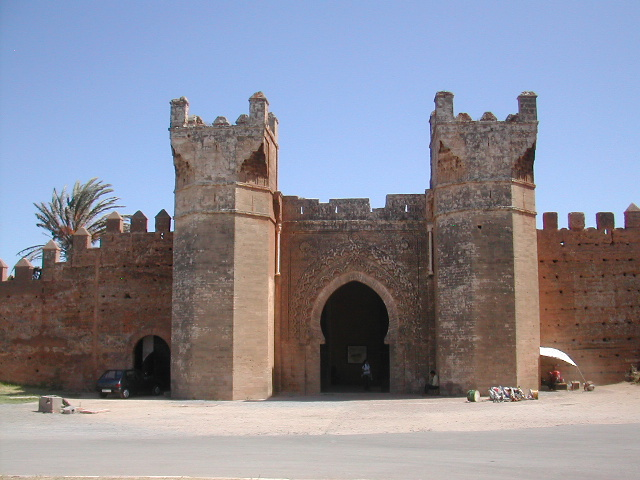
Merinidisches Portal der Chellah

Auf freiem Gelände südöstlich der almohadischen Mauer umgibt die hohe, zinnenbekrönte Stampflehmmauer der Chellah die merinidische Totenstadt. Der Zugang führt durch ein monumentales steinernes Portal aus dem 14. Jahrhundert. Die oktogonalen Flankentürme enden oben in quadratischen Plattformen. Der Durchgang ist zur besseren Verteidigung in einem Winkel angelegt und mit Kreuzgratgewölbe aus Ziegeln überdeckt. Der Fußweg führt durch einen Park mit Büschen und Bäumen einen Hügel hinunter bis zu den 1930 freigelegten Resten der römischen Siedlung Sala Colonia. Die wenigen erhaltenen Steinreihen von Wohnhäusern und Handelsgeschäften lassen den Decumanus erkennen, der als die Hauptachse der Stadt zum einstigen Hafen führte. Diese endete an einem Triumphbogen, von dem nur die Fundamente erhalten sind.
Daneben befindet sich die ab dem Ende des 13. Jahrhunderts eingerichtete Nekropole, in der mehrere merinidische Sultane und islamische Heilige (Marabouts) begraben wurden. Der Grabbau des 1351 verstorbenen Sultans Abu l-Hasan ist am besten erhalten. Dort liegt auch Sams ad-Dauha (1330–1380) begraben, eine der Frauen des Sultans, die eine englische oder schottische Prinzessin gewesen sein soll. In der Nähe steht ein gut erhaltenes Minarett mit Rautenmustern und Resten von Mosaikfliesen, das zu einer Moschee mit angrenzender Madrasa gehörte. Der Innenhof der Madrasa besaß in der Mitte ein großes rechteckiges Wasserbecken und war von einer flachen Holzkonstruktion auf Pfeilern überdacht. An den Hof grenzten die Schlafräume der Studenten.
Die Anlage der Nekropole erfolgte an einem schon zuvor von den ortsansässigen Berbern verehrten Ort bei einer heiligen Quelle. Am Rand der großen Grabbauten versteckt sich ein heiliger Teich, der aus dieser Quelle gespeist wird und in dem Aale leben oder leben sollten. Nach der Tradition füttern Frauen die Aale in dem 20 Quadratmeter großen gemauerten Becken mit Eiern und werfen Geldstücke hinein, wovon sie sich reichlichen Nachwuchs versprechen. Auf ähnliche Art wurden im islamischen Volksglauben Schildkröten im marokkanischen Ort Lalla Takerkoust oder Welse in Dafra in Burkina Faso verehrt. Von den sieben Heiligengräbern (Qubbas) gehört das bekannteste Sidi bin Yunis, dem Wächter der Paradiesquelle (kauthar oder kausar). Die noch verehrten Heiligengräber dürfen nicht besichtigt werden.

### Äußere Quartiere

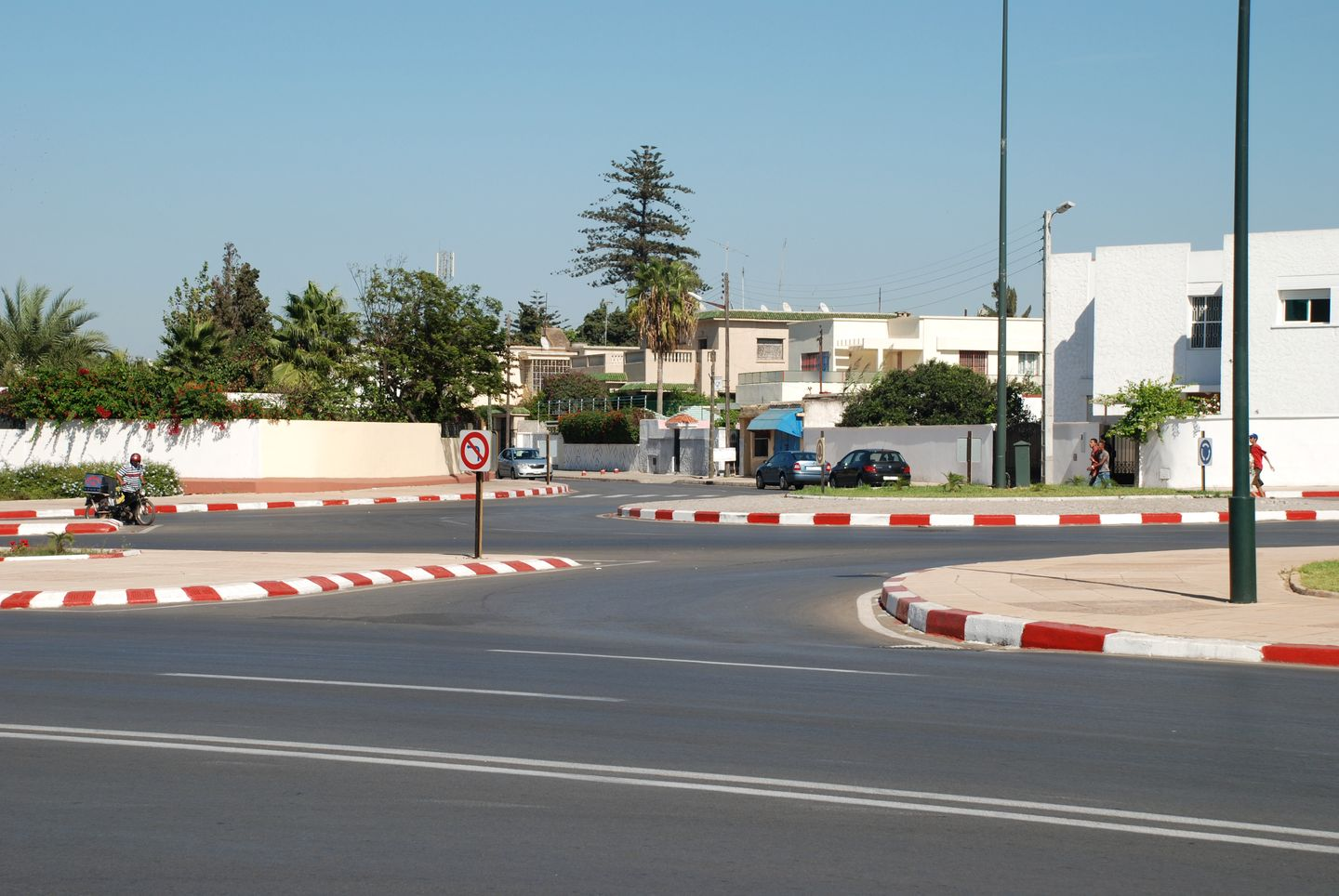
Botschaftsviertel Souissi an der ins Zentrum führenden Avenue Mohammed VI

Vom Bab er Rouah führt die vierspurige Allee Avenue an-Nasr nach Westen ins Wohn- und Geschäftsviertel der Mittelklasse Agdal. Dort befindet sich die Nationalbibliothek (Bibliothèque nationale du Royaume du Maroc) und die Agdal-Universität (Université Mohammed V Agdal – Rabat), die größte Hochschule des Landes.
Gegenüber der geschäftigen Wirtschaftsmetropole Casablanca gilt Rabat als ruhigere Verwaltungsstadt. Viele Regierungsbeamte und Botschaftsangehörige leben in dem als Gartenstadt angelegten Viertel Souissi außerhalb im Süden.
Am nördlichen Flussufer entsteht seit 1994 mit dem Bab el-Bahr-Projekt ein neues städtisches Zentrum zwischen der Ville Nouvelle von Rabat und der Medina von Salé, das beide Städte miteinander verbinden soll. Geplant sind mehrere gehobene Wohn- und Geschäftsviertel. Auf dem Quartier de la Culture am Flussufer soll als architektonischer Höhepunkt des gesamten Projekts ein großes Theater mit 2050 Sitzplätzen entstehen, sowie ein Auditorium mit 520 Sitzplätzen und ein Freilufttheater für 7000 Besucher. Ende 2010 war ein größerer Teil der Wohngebäude im Rohbau fertiggestellt.
In den zentrumsnahen Vierteln von Rabat wurden die Bereiche mit Slum-Behausungen seit den 1990er Jahren in ordentliche Wohnräume umgewandelt. Auch die einstigen Wellblechhütten der weit außerhalb gelegenen Viertel Oued Akreuch und Douar Diss wichen überwiegend festen Häusern. Die Bewohner sind in der Mehrheit in jüngster Zeit vom Land zugezogen. Andere Quartiere wie Hajj, Maadid und Sidi Taiba bestehen zwar aus mehr oder weniger solide gemauerten Wohneinheiten auf Flächen in Eigenbesitz, sie entstanden aber illegal ohne Baugenehmigung, weshalb es häufig an der grundlegenden Infrastruktur fehlt. Solche Gebiete sind überbevölkert und haben nur enge Verkehrswege.

## Sehenswürdigkeiten
- Das Musée de l’histoire et des civilisations de Rabat zeigt Funde aus prähistorischer, phönizischer, römischer und mittelalterlich-islamischer Zeit, darunter römische Bronzen aus Volubilis.
- Das Musée Mohammed VI d’art moderne et contemporain im neomaurischen Stil zeigt eine Auswahl der modernen und zeitgenössischen Kunst des Landes und widmet sich in Wechselausstellungen auch internationalen Themen.
- Der Zoo Rabat besteht seit 2012.

## Klima
Durch seine Lage am Atlantischen Ozean hat Rabat ein mediterranes Klima mit gemäßigten Temperaturen. Der meiste Regen fällt im Winter (Oktober bis März), die Sommer sind weitestgehend trocken und Tageshöchsttemperaturen erreichen im Durchschnitt 26 bis 28 °C. Deutlich heißer (bis zu 45 °C) und trockener wird es beim Vorherrschen des Chergui, ein Wüstenwind aus südöstlicher Richtung.
|                       | Jan  | Feb  | Mär  | Apr  | Mai  | Jun  | Jul  | Aug  | Sep  | Okt  | Nov  | Dez  |   |      |
| Mittl. Tagesmax. (°C) | 17,2 | 17,7 | 19,2 | 20,0 | 22,1 | 24,1 | 26,8 | 27,1 | 26,4 | 24,0 | 20,6 | 17,7 | ⌀ | 21,9 |
| Mittl. Tagesmin. (°C) | 8,0  | 8,6  | 9,2  | 10,4 | 12,7 | 15,4 | 17,6 | 17,7 | 16,7 | 14,1 | 11,1 | 8,7  | ⌀ | 12,5 |
|                       |      |      |      |      |      |      |      |      |      |      |      |      |   |      |
| Niederschlag (mm)     | 77   | 74   | 61   | 62   | 25   | 7    | 1    | 1    | 6    | 44   | 97   | 101  | Σ | 556  |
|                       |      |      |      |      |      |      |      |      |      |      |      |      |   |      |
| Sonnenstunden (h/d)   | 5,8  | 6,5  | 7,5  | 8,5  | 9,4  | 9,6  | 10,2 | 9,9  | 8,9  | 7,8  | 6,4  | 5,8  | ⌀ | 8    |
|                       |      |      |      |      |      |      |      |      |      |      |      |      |   |      |
| Regentage (d)         | 6    | 7    | 7    | 6    | 2    | 1    | 0    | 0    | 1    | 6    | 6    | 7    | Σ | 49   |
|                       |      |      |      |      |      |      |      |      |      |      |      |      |   |      |
| Luftfeuchtigkeit (%)  | 82   | 82   | 80   | 78   | 77   | 78   | 78   | 79   | 80   | 79   | 80   | 83   | ⌀ | 79,7 |

| 8,0 |

| 8,6 |

| 9,2 |

| 10,4 |

| 12,7 |

| 15,4 |

| 17,6 |

| 17,7 |

| 16,7 |

| 14,1 |

| 11,1 |

| 8,7 |

| 8,0 |

| 8,6 |

| 9,2 |

| 10,4 |

| 12,7 |

| 15,4 |

| 17,6 |

| 17,7 |

| 16,7 |

| 14,1 |

| 11,1 |

| 8,7 |

## Sonstiges
In einer Rangliste der Städte nach ihrer Lebensqualität belegte Rabat im Jahre 2018 den 117. Platz unter 231 untersuchten Städten weltweit. Die Stadt erreicht damit eine der besten Platzierungen auf dem afrikanischen Kontinent.

## Sport
Rabat  ist eine Station der Marokko Royal Tour, einer FEI Turnierserie im Springreiten, die seit 2010 ausgetragen wird.

## Söhne und Töchter der Stadt
- Raoul André (1916–1992), französischer Maskenbildner, Kameramann, Filmregisseur und Drehbuchautor
- Taha Baadi (* 2001), Tennisspieler
- Ahmed Balafrej (1908–1990), Premierminister von Marokko (1958)
- René Beaussant (1927–2013), französischer Admiral der Marine Nationale
- Mehdi Ben Barka (1920?–1965), Politiker
- Raoul Delaye (1922–1982), französischer Diplomat
- Custodio Dos Reis (1922–1959), Radrennfahrer
- Hassan II. (1929–1999), König von Marokko (1961–1999)
- Lalla Aicha von Marokko (1930–2011), Prinzessin, Botschafterin und Schwester von König Hassan II.
- Bakir Benaïssa (* 1931), Marathonläufer
- Doghmi Larbi (1931–1992), Schauspieler
- Amidou (1935–2013), Schauspieler
- Juan Casado (* 1935), französischer Fußballspieler
- Abbas al-Dscharari (1937–2024), Intellektueller und königlicher Berater
- Alain Badiou (* 1937), französischer Philosoph und Direktor des Institutes für Philosophie in Paris
- David Levy (1937–2024), israelischer Politiker des Likud; führender Vertreter der sephardischen Juden in Israel und Außenminister
- Macha Méril (* 1940), französische Schauspielerin
- Allal Ben Kassou (1941–2013), Fußballspieler
- Rita el Khayat (* 1944), Dichterin, Psychiaterin, Psychoanalytikerin und Kunstkritikerin
- Frank Cassenti (1945–2023), französischer Filmemacher
- Pierrette Cassou-Noguès (* 1945), französische Mathematikerin
- Marc Perrin de Brichambaut (* 1948), französischer Jurist und Diplomat
- Bruno Pradal (1949–1992), französischer Schauspieler
- Philippe Barbarin (* 1950), Erzbischof von Lyon und Kardinal
- Bérangère Bonvoisin (* 1953), französische Schauspielerin und Theaterregisseurin
- Hassania Darami (* 1953), Mittel- und Langstreckenläuferin
- Dominique de Villepin (* 1953), französischer Politiker und ehemaliger Premierminister
- Abdelilah Benkirane (* 1954), Politiker und der Ministerpräsident Marokkos
- Fatima El Faquir (* 1954), Leichtathletin und Leichtathletik-Funktionärin
- Bernard Squarcini (* 1955), französischer Verwaltungsfunktionär
- Jean-Michel Casa (* 1957), französischer Diplomat
- Samira Saïd (* 1957), Sängerin
- Mohamed Reda El Fassi (* 1958), Diplomat
- Marie-Christine Rousset (* 1958), französische Informatikerin
- Eric Hurtado (* 1959), französischer Performancekünstler
- Mohammed Timoumi (* 1960), Fußballspieler
- Marc Hurtado (* 1962), französischer Performancekünstler
- Mohammed VI. (* 1963), König von Marokko seit 1999
- Myriem Roussel (* 1962), französische Schauspielerin
- Nizar Baraka (* 1964), Politiker
- Ronald Agénor (* 1964), US-amerikanischer Tennisspieler
- Henda Ducados (* 1964), angolanisch-französische Frauenaktivistin und Entwicklungsexpertin
- Laila Lalami (* 1968), Schriftstellerin
- Nezha Bidouane (* 1969), Leichtathletin und Olympiateilnehmerin
- Moulay Rachid (* 1970), Prinz von Marokko, Sohn von König Hassan II.
- Abderrahim Ouakili (1970–2023), Fußballspieler
- Abdellah Oubaid (* 1970), Schriftsteller
- Mohamed Aziz Samadi (* 1970), Fußballspieler
- Christian Dexne (* 1971), deutscher Fernsehjournalist
- Younes El Aynaoui (* 1971), Tennisspieler
- Meryem Moutaoukkil (* 1971), marokkanisch-deutsche Schauspielerin und Leichtathletin
- Driss El Himer (* 1974), französischer Langstreckenläufer
- Ibtissam Lachgar (* 1975), Feministin, Menschenrechts- und LGBT-Aktivistin
- Zineb Jammeh (* 1977), gambische First Lady
- Abdul Adhim Kamouss (* 1977), Imam und Prediger
- Younès Moudrik (* 1977), Leichtathlet
- Myriam El Khomri (* 1978), französische Politikerin und Arbeitsministerin
- Leïla Slimani (* 1981), französisch-marokkanische Schriftstellerin und Journalistin
- Brahim Taleb (* 1982), Hindernisläufer
- Youssef Rabeh (* 1985), Fußballspieler
- Lamia El Aaraje (* 1986), französische Politikerin
- Mehdi Ziadi (* 1986), Tennisspieler
- Salma Amani (* 1989), französisch-marokkanische Fußballspielerin
- Mohamad al-Garni (* 1992), katarischer Mittel- und Langstreckenläufer
- Fátima Ouhaddou Nafie (* 1993), marokkanisch-spanische Langstreckenläuferin
- Hamza Sakhi (* 1996), marokkanisch-französischer Fußballspieler
- Rhizlane Siba (* 1996), Hochspringerin
- Lina Qostal (* 1997), Tennisspielerin
- Taha Baadi (* 2001), Tennisspieler
- Anass Essayi (* 2001), Mittelstreckenläufer
- Sofia Bouftini (* 2002), Fußballspielerin
- Moulay Hassan (* 2003), Kronprinz von Marokko

## Städtepartnerschaften
- Kairo, Ägypten
- Tunis, Tunesien
- Athen, Griechenland
- Istanbul, Türkei
- Madrid, Spanien
- Honolulu, Vereinigte Staaten, seit 2006
- Paris, Frankreich
- Lyon, Frankreich, seit 2003
- Bethlehem, Palästinensische Autonomiegebiete[21]